# Lijst van voetbalinterlands Australië - Qatar
Deze lijst van voetbalinterlands is een overzicht van alle officiële voetbalwedstrijden tussen de nationale teams van Australië en Qatar. De landen speelden tot op heden vijf keer tegen elkaar. De eerste ontmoeting was een kwalificatiewedstrijd voor het Wereldkampioenschap voetbal 2010 op 6 februari 2008 in Melbourne. Het laatste duel, een vriendschappelijke wedstrijd, werd gespeeld in Doha op 14 oktober 2014.

## Wedstrijden
| № | Plaats    | Datum           | Competitie           | Wedstrijd         | Uitslag |
| - | --------- | --------------- | -------------------- | ----------------- | ------- |
| 1 | Melbourne | 6 februari 2008 | WK 2010 kwalificatie | Australië – Qatar | 3 – 0   |
| 2 | Doha      | 14 juni 2008    | WK 2010 kwalificatie | Qatar – Australië | 1 – 3   |
| 3 | Brisbane  | 15 oktober 2008 | WK 2010 kwalificatie | Australië – Qatar | 4 – 0   |
| 4 | Doha      | 6 juni 2009     | WK 2010 kwalificatie | Qatar – Australië | 0 – 0   |
| 5 | Doha      | 14 oktober 2014 | Vriendschappelijk    | Qatar – Australië | 1 – 0   |

## Samenvatting
| Competitie        | Totaal gespeeld | Winst Australië | Gelijk | Winst Qatar | Doelsaldo Australië – Qatar |
| ----------------- | --------------- | --------------- | ------ | ----------- | --------------------------- |
| WK-kwalificatie   | 4               | 3               | 1      | 0           | 10 − 1                      |
| Vriendschappelijk | 1               | 0               | 0      | 1           | 0 − 1                       |
| Totaal            | 5               | 3               | 1      | 1           | 10 − 2                      |

Wedstrijden bepaald door strafschoppen worden, in lijn met de FIFA, als een gelijkspel gerekend.

## Details

### Vierde ontmoeting
| WK 2010 kwalificatie (Doha, Qatar, 6 juni 2009): |       |           |
| Qatar                                            | 0 – 0 | Australië |
|                                                  | goals |           |

### Vijfde ontmoeting
| Vriendschappelijk (Doha, Qatar, 14 oktober 2014): |       |           |
| Qatar                                             | 1 – 0 | Australië |
| Khalfan Ibrahim 61'                               | goals |           |

FFA · A-internationals · Selecties · Bondscoaches · Australisch vrouwenelftal · Australië U21 · Australië U20 · Australië U19 · Australië U18 · Australië U17
1920 – 1929 · 
1930 – 1939 · 
1940 – 1949 · 
1950 – 1959 · 
1960 – 1969 · 
1970 – 1979 · 
1980 – 1989 · 
1990 – 1999 · 
2000 – 2009 · 
2010 – 2019 ·
2020 − 2029
WK 1974 ·
WK 2006 ·
WK 2010 · 
WK 2014 · 
WK 2018
OS 1956 · 
OS 1988 · 
OS 1992 · 
OS 1996 · 
OS 2000 · 
OS 2004 · 
OS 2008 · 
OS 2020
1922 ·
1923 · 
1924 · 
1925–1932 ·
1933 ·
1934–1935 ·
1936 ·
1937 ·
1938 ·
1939–1946 ·
1947 · 
1948 · 
1949 ·
1950 · 
1951–1953 ·
1954 · 
1955 · 
1956 · 
1957 ·
1958 · 
1959–1964 · 
1965 · 
1966 ·
1967 ·
1968 ·
1969 · 
1970 · 
1971 ·
1972 · 
1973 · 
1974 · 
1975 · 
1976 · 
1977 · 
1978 · 
1979 · 
1980 · 
1981 · 
1982 · 
1983 · 
1984 · 
1985 · 
1986 · 
1987 · 
1988 · 
1989 · 
1990 · 
1991 · 
1992 · 
1993 · 
1994 · 
1995 · 
1996 · 
1997 · 
1998 · 
1999 · 
2000 · 
2001 · 
2002 · 
2003 · 
2004 · 
2005 · 
2006 · 
2007 · 
2008 · 
2009 · 
2010 · 
2011 · 
2012 · 
2013 ·
2014 · 
2015 · 
2016 ·
2017 ·
2018 ·
2019 ·
2020 ·
2021
Amerikaans-Samoa ·
Argentinië ·
Bahrein ·
Bangladesh ·
België ·
Brazilië ·
Bulgarije ·
Cambodja ·
Canada ·
Chili ·
China ·
Colombia ·
Cookeilanden ·
Costa Rica ·
DDR ·
Denemarken ·
Duitsland ·
Ecuador ·
Egypte ·
Engeland ·
Fiji ·
Filipijnen ·
Frankrijk ·
Ghana ·
Griekenland ·
Guam ·
Honduras ·
Hongarije ·
Hongkong ·
Ierland ·
India ·
Indonesië ·
Irak ·
Iran ·
Israël ·
Italië ·
Jamaica ·
Japan ·
Jordanië ·
Kameroen ·
Kenia ·
Kirgizië ·
Koeweit ·
Kroatië ·
Libanon ·
Liechtenstein ·
Maleisië ·
Marokko ·
Mexico ·
Nederland ·
Nepal ·
Nieuw-Caledonië ·
Nieuw-Zeeland ·
Nigeria ·
Noord-Ierland ·
Noord-Korea ·
Noord-Macedonië ·
Noorwegen ·
Oezbekistan ·
Oman ·
Palestina ·
Papoea-Nieuw-Guinea ·
Paraguay ·
Peru ·
Polen ·
Qatar ·
Roemenië ·
Salomonseilanden ·
Samoa ·
Saoedi-Arabië ·
Schotland ·
Servië ·
Singapore ·
Slovenië ·
Slowakije ·
Spanje ·
Syrië ·
Tadzjikistan ·
Tahiti ·
Taiwan ·
Thailand ·
Tonga ·
Tsjechië ·
Tsjecho-Slowakije ·
Tunesië ·
Turkije ·
Uruguay ·
Vanuatu ·
Venezuela ·
Verenigde Arabische Emiraten ·
Verenigde Staten ·
Vietnam ·
Wales ·
Zimbabwe ·
Zuid-Afrika ·
Zuid-Korea ·
Zuid-Vietnam ·
Zweden ·
Zwitserland
Amerikaans-Samoa (2001) · 
Argentinië (2022) ·
Brazilië (1997) · 
Brazilië (2006) · 
Chili (2014) · 
Denemarken (2018) · 
Denemarken (2022) · 
Duitsland (2010) · 
Frankrijk (2018) · 
Italië (2006) · 
Japan (2006) · 
Kroatië (2006) · 
Nederland (2014) · 
Peru (2018) · 
Spanje (2014) · 
Zuid-Korea (2015, 2)
QFA · A-internationals · Bondscoaches · Statistieken · Qatarees vrouwenelftal · Qatar U21 · Qatar U20 · Qatar U19 · Qatar U18 · Qatar U17
1970 – 1979 ·
1980 – 1989 ·
1990 – 1999 ·
2000 – 2009 ·
2010 – 2019 ·
2020 − 2029
OS 1984 · 
OS 1992
1970 · 
1971 · 
1972 · 
1973 · 
1974 · 
1975 · 
1976 · 
1977 · 
1978 · 
1979 · 
1980 · 
1981 · 
1982 · 
1983 · 
1984 · 
1985 · 
1986 · 
1987 · 
1988 · 
1989 · 
1990 · 
1991 · 
1992 · 
1993 · 
1994 · 
1995 · 
1996 · 
1997 · 
1998 · 
1999 · 
2000 · 
2001 · 
2002 · 
2003 · 
2004 · 
2005 · 
2006 · 
2007 · 
2008 · 
2009 · 
2010 · 
2011 · 
2012 · 
2013 · 
2014 ·
2015 ·
2016 ·
2017 ·
2018 ·
2019 ·
2020 ·
2021 ·
2022 ·
2023 ·
2024
Afghanistan ·
Albanië ·
Algerije ·
Andorra ·
Argentinië ·
Australië ·
Azerbeidzjan ·
Bahrein ·
Bangladesh ·
België ·
Bhutan ·
Bosnië en Herzegovina ·
Brazilië .
Bulgarije ·
Burkina Faso ·
Cambodja ·
Canada ·
Chili ·
China ·
Colombia ·
Congo-Kinshasa ·
Costa Rica ·
Curaçao ·
Ecuador ·
Egypte ·
El Salvador ·
Estland ·
Filipijnen ·
Finland ·
Georgië ·
Ghana ·
Grenada ·
Griekenland ·
Guatemala ·
Haïti ·
Honduras ·
Hongarije ·
Hongkong ·
Ierland ·
IJsland ·
India ·
Indonesië ·
Irak ·
Iran ·
Ivoorkust ·
Jamaica ·
Japan ·
Jemen ·
Jordanië ·
Kazachstan ·
Kenia ·
Kirgizië ·
Koeweit ·
Kroatië ·
Laos ·
Letland ·
Libanon ·
Libië ·
Liechtenstein ·
Luxemburg ·
Malediven ·
Maleisië ·
Mali ·
Malta ·
Marokko ·
Mauritius ·
Mexico ·
Moldavië ·
Myanmar ·
Nederland ·
Nieuw-Zeeland ·
Noord-Ierland ·
Noord-Korea ·
Noord-Macedonië ·
Noorwegen ·
Oezbekistan ·
Oman ·
Pakistan ·
Palestina ·
Panama ·
Paraguay ·
Peru ·
Portugal ·
Rusland ·
Saoedi-Arabië ·
Schotland ·
Senegal ·
Servië ·
Singapore ·
Slovenië ·
Soedan ·
Sri Lanka ·
Syrië ·
Tadzjikistan ·
Thailand ·
Tsjechië ·
Tunesië ·
Turkije · 
Turkmenistan ·
Verenigde Arabische Emiraten ·
Verenigde Staten ·
Vietnam ·
Wales ·
Zimbabwe ·
Zuid-Korea ·
Zweden ·
Zwitserland
Ecuador (2022) ·
Nederland (2022)